# The Journal of Physiology
The Journal of Physiology (укр. журнал фізіології) — науковий журнал, який публікує праці в галузі фізіології тварин. Виходить у Лондоні з 1878 року. Випускається Британським фізіологічним товариством та видавництвом Willey-Blackwell.
Журнал заснований Майклом Фостером як приватне видання. 1894 року він передав права на журнал Джону Ленглі, який володів ним до смерті 1925 року. Відтоді журнал перейшов до власності Фізіологічного товариства.

## Автори статей з України
Перші публікації в цьому журналі з українських лабораторій належать І. Кияницину з Новоросійського університету (Одеса), і датуються 1916 і 1919 роками. У 1922 році статтю щодо впливу кислотності культурного середовища на виживання клітин ссавців опублікували київські дослідники Олексій Кронтовський і Валентина Радзимовська. Пізніше в журналі публікували статті Борис Бабкін з Одеси, а також низка його учнів: Є. І. Сінельников, Л. К. Коровицький (1923), В. Є. Маєвський (1923), Катерина Вербицька (1923), Є. Є. Гольденберг, П. М. Юрист (1924), Б. А. Рабинович (1924).
У 2000-х роках статті в журналі опублікував колишній співробітник Інституту фізіології ім. О. О. Богомольця НАН України, дослідник з Університету Вандербільта (США) Ігор Джура. Пізніше в цих статтях були виявленні зловживання, і статті було відкликано.